# Literarna potegavščina
Literarna potegavščina (tudi literarna prevara, ponaredba, goljufija, zvijača, sleparija, potvorba, falsifikacija, mistifikacija) je subverzivna literarna praksa, ki gradi na neskladju z resničnostjo, bodisi v povezavi z zgodovinskimi dejstvi ali avtorstvom. Je namerno zapisana neresnica, ki se obnaša kot resnica. Njen značaj je humoren, njen namen je, da jo bralec razkrije. Ločimo med potegavščino, ki obstaja znotraj teksta kot motiv, in tako, ki obstaja kot literarni postopek. Humor je bil na začetku slovenske književnosti sredi 19. stoletja neločljivo povezan s potegavščino. Veliko popularnost je doživela knjižica šaljivih anekdot, ki si jih je na račun drugih ljudi privoščil Nemški Pavliha v slovenski obleki (1850 in serija ponatisov) ter njegovi številni posnemovalci. Potegavščina je bila v večerniški povesti uporabljena celo v ljudskovzgojne namene (na primer v povesti Filipa Haderlapa Loterijo je pustil (1882)).

## Zgodovina
Kot vzorčnega ponarejevalca v literaturi navajajo Charles Nodier. V 19. stoletju je veliko avtorjev povzemalo njegov način. Za Slovence je zanimiv, saj je bil v času Ilirskih provinc ravnatelj licejske knjižnice in urednik časopisa Télégraphe officiel v Ljubljani. Napisal je prvi roman o Slovencih, Jean Sbogar, 1818.
V zgodovini se pojavlja več primerov potegavščin, ki so večinoma služile bolj zanimivi zgodbi, dodani elementi so lahko potencirali realnost in dali zgodbi veliko več teže. Svetovno znane literarne potegavščine zajemajo objavljanje pod drugim imenom, objavljanje tujih del pod svojim imenom, izmišljene spomine poznanih osebnosti, falsificiranje zgodovinskih podatkov oz. vključevanje zgodovinskih netočnosti (npr. Dan Brown v DaVincijevi šifri), apokrifne svete spise ipd. Gre za mešanje fikcije z realnostjo, do nesporazumov pride tam, kjer je realnost edina resnica in za fikcijo ni prostora, torej v biografskih in zgodovinskih romanih, spominih, kronikah, reportažnih romanih. Od avtorjev omenjajo Jonathana Swifta, ki je v lažnem almanahu razglasil smrt svojega kolega pesnika, in ameriškega pripovednika Edgarja Allana Poeja, doda pa se lahko še knjigo The War of the Worlds (1898) Herberta Georga Wellsa, ki je leta 1938 radijsko adaptacijo znanstvenofantastičnega romana o invaziji Marsovcev predstavil v obliki reportaže in izzval med poslušalci paniko. V akademskem svetu je najbolj znana Sokalova potegavščina: ameriškemu fiziku Alanu Sokalu je 1996 uspelo v ugledni družboslovni reviji objaviti lažno sociološko razpravo, s čimer je dokazoval neverodostojnost uredniških recenzij in postmodernističnih razprav, ki jih objavljajo. 
Humor je bil na začetku slovenske književnosti sredi 19. stoletja neločljivo povezan s potegavščino. Veliko popularnost je doživela knjižica šaljivih anekdot, ki si jih je na račun drugih ljudi privoščil Nemški Pavliha v slovenski obleki(1850) in ni ostal brez posnemovalcev: Turški Pavliha, Nasredinove burke, Iz dnevnika malega poredneža, Bob in Tedi, dva neugnanca, Prigode porednega Bobija, romana Višnjeva repatica Vladimirja Levstikain Skušnjave Tomaža Krmežljavčka Miroslava Malovrha. Potegavščina je bila v večerniški povesti uporabljena celo v ljudskovzgojne namene: v povesti Filipa Haderlapa Loterijo je pustil (1882) so z robatimi potegavščinami skušali junaka ozdraviti hazarderske obsedenosti. 
Potegavščinam so bili bolj naklonjeni avtorji, ki so razumeli literaturo kot konstrukt. Vladimirju Bartolu so na primer kritiki izrecno očitali, da so njegovi junaki in sporočila novel skonstruirani. Bartolove pripovedi so polne junakov, ki manipulirajo z drugimi ljudmi, se poigravajo z njimi in jim pripravljajo usodna življenjska razočaranja in spoznanja, s plemenitim namenom napraviti jih neobčutljive in neranljive, da bodo zmogli postati voditelji množic. 

## Velika umetniška potegavščina
Soavtor dela, Luther Blissett pravi: "Izjavljam, da sem si izmislil življenje in dela srbskega umetnika Darka Mavra, ki se je rodil v Krupnju leta 1962...", takole začenjajo besedilo avtorji (Luther Blissett in skupina 0100101110101101?). Kdo je v resnici Darko Maver? Izmišljeni, a politično neprijetni umetnik, čigar performansi so bili težko prebavljivi, kljub temu pa ga je bil umetniški sistem pripravljen asimilirati. Umetnostni trg ga je preko galerij in razstav pripeljal do "večnega miru" muzeja. In muzej, pravijo avtorji, je kraj, ki izkrivi umetnost, ker jo degradira, kakor zapor izkrivi življenje, ker ga zanika... Pokazalo se je, da je sistem s pomočjo medijev pripravljen pogoltniti vse - umetnika, njegovo identiteto, poetiko, pa še njegova dela za povrh. Darko Maver je torej trojanski konj. Luther Blissett pa je izmišljeno ime za gverilsko skupino, katere namen je spodbijati status quo našega sveta. Je sicer vsesplošno popularni psevdonim, ki ga uporabljajo povsod po svetu, da bi se identiteto zakrilo. 

## Literarne potegavščine po svetu
- James Macpherson, Ossians poems (prevodi), 1761
- Luis Trenker, Tagebücher der Eva Braun, 1948
- Revija Stern, Hitler`s Diaries, 1983
- Dan Brown, Da Vincijeva šifra, 2003

## Slovenske literarne potegavščine
- Václav Hanka, Kraljedvorski rokopis (Rukopis královédvorský, 1818), prevod Frana Levstika l. 1854
- Branko Gradišnik (afera Meglič)
- Marko Švabič, Ljubavnimi povestmi, 1982
- Andraž Jež. Andrej Hočevar. LUD Literatura 16. jan. 2013.
- David Benjamin, Sedem

## Druge potegavščine
- Sokal affair, Sokalova potegavščina
- Velika umetnostna potegavščina